# Departamento Grand'Anse
Grand'Anse (en francés: département de Grand'Anse; y en criollo haitiano: depatman Grandans) es uno de los diez departamentos (en francés: départements) de Haití. Su capital es Jérémie.
El departamento se dividió en 2003, dando lugar a la creación de un nuevo departamento, llamado Nippes entre los distritos de Miragoâne y Anse-à-Veau.
Antes de la división su área era de 3.310 km² y su población de 733.200 habitantes (2002). 
El departamento se divide en 3 distritos:

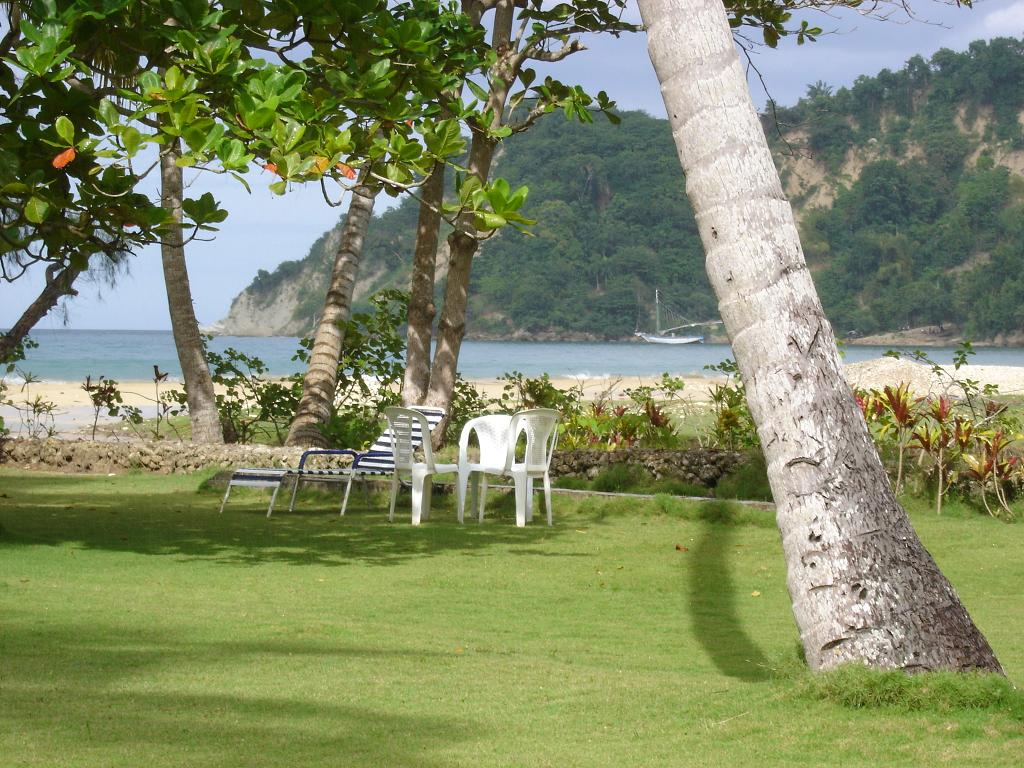
Anse du Clerc.

1. Anse-d'Hainault
2. Corail
3. Jérémie

## Comunas
El Departamento Grand'Anse tiene 13 municipios:
- Anse-d'Hainault
- Beaumont
- Bonbon
- Corail
- Chambellan
- Dame-Marie
- Jérémie
- Les Irois
- Les Roseaux
- Los Albaricoques
- Marfranc
- Moron
- Pestel